# Francis Hamaque
Francis Hamaque, né le 5 juin 1958, est un judoka belge qui évoluait dans la catégorie des moins de 71 kg (légers).
Au milieu des années 80, il a changé de nom, et s'est appelé Francis Bardaxoglou,.

## Palmarès
Il a été trois fois champion de Belgique.
| Chpt de Belgique | Chpt de Belgique | 1981 | 1982 | 1983 | 1984 | 1985 | 1986 | 1987 | 1988 | 1989 | 1990 | 1991 |
| ---------------- | ---------------- | ---- | ---- | ---- | ---- | ---- | ---- | ---- | ---- | ---- | ---- | ---- |
| légers           | -71 kg           | 3e   | -    | 1er  | 2e   | -    | -    | 3e   | -    | 1er  | -    | 1er  |